# Henry Grenville
Henry Grenville (11 septembre 1717 - 22 avril 1784) est un diplomate et homme politique britannique.

## Biographie
Il est né dans une famille de politiciens. Son père est Sir Richard Grenville, député, l'un de ses frères aînés est Richard Grenville-Temple, un ministre du gouvernement. Un autre frère, Thomas, est également député et le troisième, James, Lord du commerce. Un autre frère, George Grenville, devient chancelier de l'Échiquier sous William Pitt l'Ancien et devient lui-même premier ministre en 1763-1765.
Henry Grenville est député de Bishop's Castle de 1759 à 1761. Aux élections générales de 1768, il est élu au parlement de la circonscription de Buckingham sur la liste de George Grenville.
Henry Grenville est gouverneur de la Barbade à partir de 1746. Il est nommé ambassadeur de Grande-Bretagne auprès de l'Empire ottoman à Constantinople le 1er mai 1761, mais n'arrive que le 21 février 1762. Il n'est rappelé que trois ans plus tard, le 31 mai 1765, sous le règne du sultan Moustapha III.
Il quitte la Turquie pour revenir en Angleterre le 13 octobre 1765 afin de devenir commissaire aux douanes avant de se retirer à Bath, où il meurt en 1784.
Il épouse Margaret Eleanor Banks . Leur fille Louisa épouse l'homme d'État et scientifique Charles Stanhope (3e comte Stanhope).